# Geografia Burkiny Faso

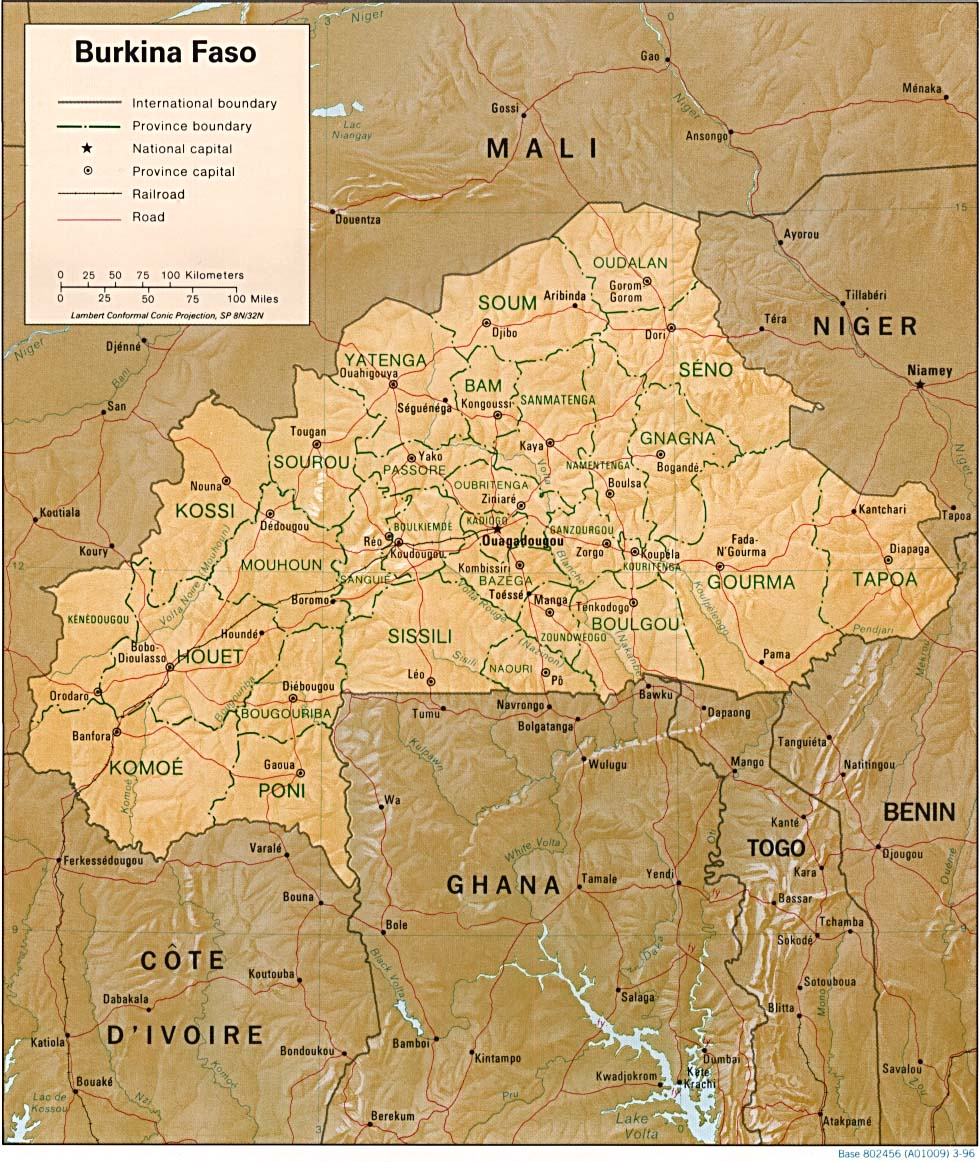
Mapa polityczna Burkiny Faso

Burkina Faso jest państwem położonym w Afryce Zachodniej, w strefie Sahelu. Państwo nie ma dostępu do morza i pokryte jest suchymi sawannami. Burkina Faso uzyskała niepodległość w 1960 roku jako Górna Wolta. Wcześniej była francuską kolonią – wchodziła w skład Francuskiej Afryki Zachodniej.

## Granice
Burkina Faso graniczy z następującymi państwami (podano długość granic):
- Benin – 306 km
- Ghana – 548 km
- Mali – 1000 km
- Niger – 628 km
- Togo – 126 km
- Wybrzeże Kości Słoniowej – 584 km

Brak dostępu do morza.

## Budowa geologiczna i rzeźba
Burkina Faso w większości swojego terytorium leży na krystalicznym cokole platformy saharyjskiej. Podłoże zbudowane jest głównie z granitów i gnejsów. Zachodnia część terytorium państwa to paleozoiczne piaskowce, zwane progiem Banfora. Kraj jest stosunkowo nizinny, tylko zachodnia cześć przechodzi w niewielką wyżynę o średniej wysokości 300 m n.p.m. Wyżyna na progu Banfora urozmaicona jest licznymi wzgórzami. Najwyższy szczyt Nakourou wznosi się na 749 m n.p.m.

## Klimat
Burkina Faso leży w strefie klimatu podrównikowego suchego na północy i wilgotnego na południu. Klimat wilgotny na południu charakteryzuje się dużymi opadami deszczu do 1200 mm rocznie. Im dalej na północ, tym klimat jest suchszy – na północnych krańcach kraju opady wynoszą jedynie 500 mm. Środkowy pas kraju otrzymuje średnio 800 mm deszczu. Pora deszczowa na południu trwa pół roku od kwietnia do października. Na północy jest o połowę krótsza.
W Burkinie Faso występują wysokie temperatury powietrza. W porze suchej (koniec zimy) wynoszą od 30 do 35 °C, na południu jest o kilka stopni chłodniej. Najchłodniejszym miesiącem jest styczeń, najcieplejszym kwiecień (koniec pory suchej), kiedy to wieją pasaty. W południowej części kraju izotermy mają przebieg zbliżony do równikowego.

## Wody
Sieć rzeczna jest uboga z powodu okresowości rzek. Na północy kraju rzeki wysychają w czasie upałów w porze suchej. Sprawia to, że nawet największe z nich, takie jak Wolta Biała, są suche przez prawie pół roku. Sama sieć rzeczna jest gęsta, jednak wiele rzek jest krótkich i okresowych. Tylko dwie rzeki stałe – Wolta Czarna i Komoé – odgrywają dużą rolę w gospodarce państwa. Reszta rzek jest nieżeglowna przez pół roku lub wcale.

## Gleby
Cała powierzchnia kraju jest pokryta luwisolami. Tylko w dolinach rzek występują gleby aluwialne. Luwisole, które zajmują niemal cały kraj poza dolinami rzek, są jałowe, przez co rolnictwo w kraju jest słabo rozwinięte. Główną przyczyną słabej żyzności gleb jest wysoki stopień ich laterytyzacji, wynikający ze zmienności pór deszczowych.

## Flora

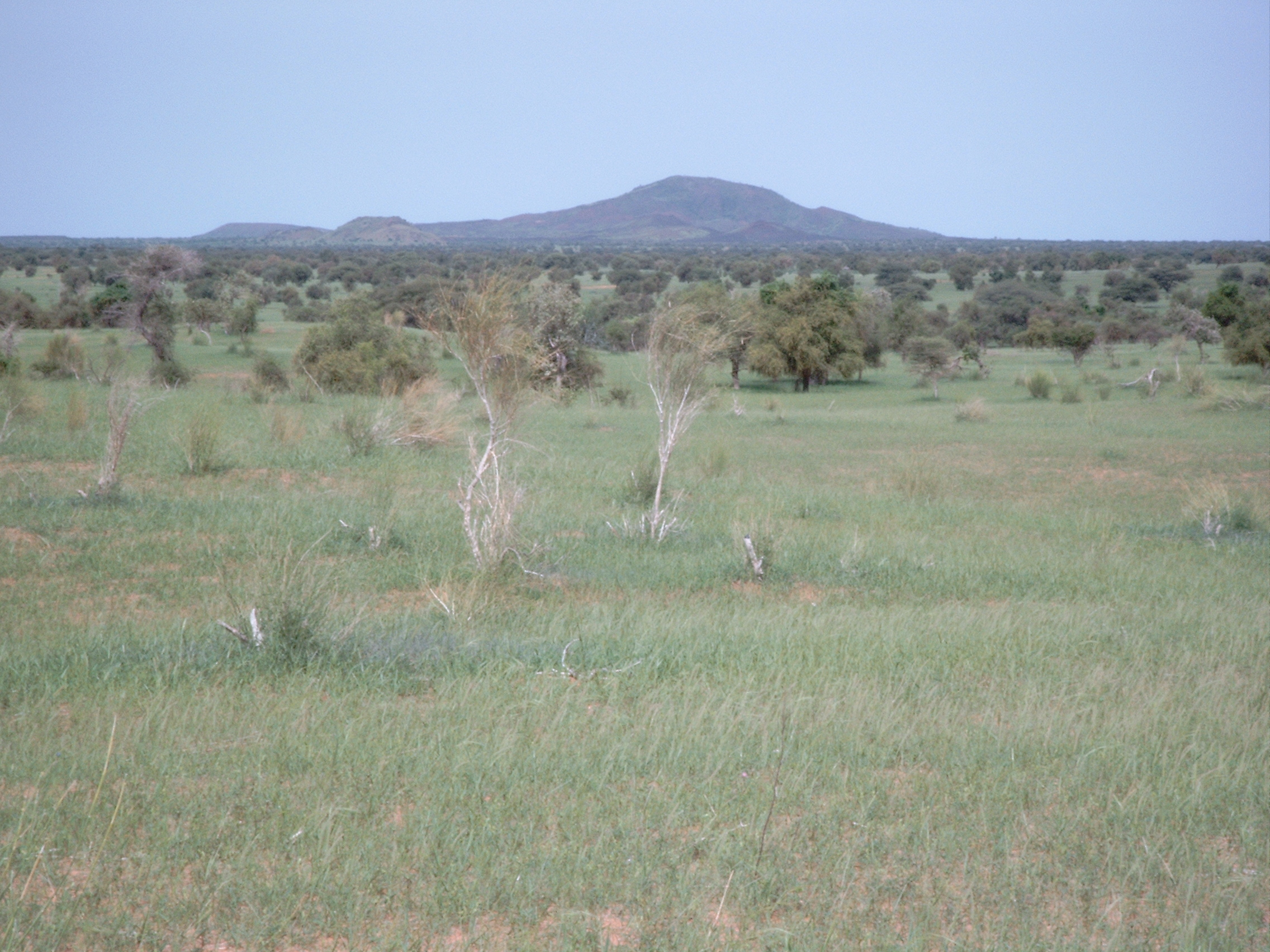
Sawanny w Burkinie Faso

W krajobrazie całego terytorium Burkiny Faso dominują sawanny. Występuje strefowość szaty roślinnej. Na południu kraju występują sawanny lesiste, a na północy suche i cierniste. Skład gatunkowy drzew także jest strefowy. Na południu wzdłuż rzek występują zamahonie. Na pozostałych obszarach dominują drzewa masłowe i kapokowe oraz baobaby. Im dalej na północ, tym drzew jest mniej. W strefie sahelskiej rzadko rosną akacje i kolczaste krzewy.

## Fauna
Liczebność zwierząt w Burkinie Faso jest niska z powodu działalności rolniczej i urbanizacyjnej człowieka. Wciąż jednak można spotkać wielkie afrykańskie ssaki, takie jak słonie, bawoły, czy też lwy. Gatunki te bytują głównie w obszarach chronionych, takich jak Park Narodowy Arly i rezerwaty w dorzeczu Wolty Czarnej.